# La Trinité, Savoie
La Trinité är en kommun i departementet Savoie i regionen Auvergne-Rhône-Alpes i sydöstra Frankrike. Kommunen ligger i kantonen La Rochette som tillhör arrondissementet Chambéry. År 2022 hade La Trinité 380 invånare.

## Befolkningsutveckling
Antalet invånare i kommunen La Trinité
| Referens: INSEE |